# Noszlop
Noszlop ist eine ungarische Gemeinde im Kreis Devecser im Komitat Veszprém. Zur Gemeinde gehören die Ortsteile Nagybogdány und Kisbogdány.

## Geografische Lage
Noszlop liegt 36 Kilometer nordwestlich des Komitatssitzes Veszprém und 8,5 Kilometer nordöstlich der Kreisstadt Devecser an dem Fluss Hajagos. Nachbargemeinden sind Bakonypölöske, Magyarpolány, Oroszi und Doba.

## Geschichte
Im Jahr 1913 gab es in der damaligen Kleingemeinde 368 Häuser und 1756 Einwohner auf einer Fläche von 5364 Katastraljochen. Sie gehörte zu dieser Zeit zum Bezirk Devecser im Komitat Veszprém.

## Söhne und Töchter der Gemeinde
- Sándor Gaál (1875–1958), Komponist und Kapellmeister

## Sehenswürdigkeiten
- Heimatgeschichtliche Sammlung (Helytörténeti gyűjtemény)
- Kossuth-Denkmal, erschaffen von József Nyulasi
- Reformierte Kirche
- Römisch-katholische Kirche Fájdalmas Szűz, erbaut 1798–1804 im spätbarocken Stil

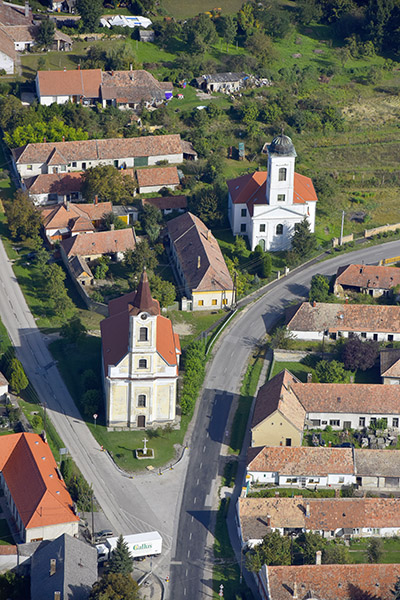
Blick auf die römisch-katholische Kirche Fájdalmas Szűz (links) und auf die reformierte Kirche (rechts)

- Sándor-Gaál-Gedenkstein
- Schmiedemuseum (Kovácsmúzeum)
- Weltkriegsdenkmal

## Verkehr
In Noszlop kreuzen sich die Landstraßen Nr. 8401 und Nr. 8402. Es bestehen Busverbindungen in alle umliegenden Gemeinden sowie nach Ajka, Devecsér, Pápa, Győr und Keszthely. Der nächstgelegene Bahnhof befindet sich in Devecsér.